# Dystrykt Setúbal
Dystrykt Setúbal (port. Distrito de Setúbal) – jednostka administracyjna pierwszego rzędu w południowej Portugalii. Ośrodkiem administracyjnym dystryktu jest miasto Setúbal. Dystrykt od północy graniczy z dystryktem Lizbona oraz dystryktem Santarém, od wschodu z dystryktem Évora, od południowego wschodu z dystryktem Beja, a od zachodu z oceanem atlantyckim. Powierzchnia dystryktu wynosi 5064 km², zamieszkuje go 815 858 osób, gęstość zaludnienia wynosi 161 os./km².
W skład dystryktu Santarém wchodzi 13 gmin:
- Alcácer do Sal
- Alcochete
- Almada
- Barreiro
- Grândola
- Moita
- Montijo
- Palmela
- Santiago do Cacém
- Seixal
- Sesimbra
- Setúbal
- Sines